# 24352 Kapilrama
24352 Kapilrama (tên chỉ định: 2000 AE104) là một tiểu hành tinh vành đai chính. Nó được phát hiện bởi dự án Nghiên cứu tiểu hành tinh gần Trái Đất Lincoln ở Socorro, New Mexico, ngày 5 tháng 1 năm 2000. Nó được đặt theo tên Kapil Vishveshwar Ramachandran, an American high school student whose cellular và molecular biology project won first place ở the 2008 Giải thưởng Khoa học và Kỹ thuật Intel.